# Truellum senticosum
Truellum senticosum är en slideväxtart som beskrevs av Danser. Truellum senticosum ingår i släktet Truellum och familjen slideväxter. Inga underarter finns listade i Catalogue of Life.